# Organizacje niepodległościowe na ziemiach polskich 1815–1830

## Charakterystyka ogólna
Spośród drobnej szlachty, średniego mieszczaństwa i większości inteligencji dominowały po 1815 r. nastroje niechętne wobec związków z Rosją i współpracy z caratem. Pomimo iż Polacy uzyskali jedną z najbardziej liberalnych konstytucji w całej ówczesnej Europie choć zupełnie inną kwestią są tutaj sposoby realizowania jej postanowień. Ważnym problemem, który mobilizował ludność Królestwa Polskiego do występowania przeciwko władzy tak w formie opozycji legalnej jak i tajnej była kwestia łamania konstytucji. Ponadto nadzieje na zjednoczenie ziem dawnej Rzeczypospolitej, co obiecywał uczynić car pod swoim panowaniem zostały zawiedzione. Królestwo, pomimo nadanej mu konstytucji było narażone na arbitralne decyzje cara. Sytuacja gospodarcza państwa nie rysowała się źle głównie dzięki działalności ministra Ksawerego Druckiego Lubeckiego, który poczynił wiele starań celem budowy lub w innych regionach odbudowy przemysłu i szeroko rozumianej przedsiębiorczości Królestwa Polskiego. Niemniej nie ominęły kraju kłopoty gospodarcze, a oprócz tego brak możliwości swobodnego wypowiadania własnych opinii – car zarządził cenzurę – dopełniły reszty. Wszystkie te okoliczności stworzyły podatny grunt dla zakładania tajnych, niepodległościowych i antyrosyjskich organizacji. Szczególnie aktywne w ich budowie była młodzież, środowiska studenckie oraz niższy korpus oficerski. Tajne związki pojawiały się powszechnie w ówczesnej Europie. Powstawały w krajach niemieckich, Austrii, a nawet w Rosji. Co może świadczyć, iż sytuacja w Królestwie Polskim nie była w jakikolwiek sposób czymś dziwnym. Było to odpowiedzią na porządek polityczny, jaki zbudowały w Europie kraje Świętego Przymierza, porządek, który nie uwzględniał niepodległościowych i narodowych interesów poszczególnych narodów oraz sprzeciwiał się liberalnym dążeniom. W pracy tej skupię się na wspomnianych już formach organizowania się w tajne związki i stowarzyszenia antyrosyjskie, tak na ściśle rozumianym terytorium Królestwa Polskiego jaki poza jego granicami, gdyż pomimo wykroczenia poza obręb państwa stanowiły one integralną część działalności występującej ze sprzeciwem wobec władzy rosyjskiej.

## Pierwsze organizacje tajne ok. roku 1815
Wśród tajnych organizacji w Królestwie Polskim, jakie poza jego granicami, jak i na jego terytorium powstawały możemy wymienić jako pierwszą tego typu organizację, którą była ponoć powstała w latach 1814–1815 organizacja odwołująca się do imienia gen. Jana Henryka Dąbrowskiego. Była ona założona przez grono patriotycznych oficerów inspirowanych politycznie przez generała do którego imienia w swej działalności się odwoływali, a którzy uprzednio znajdowali się pod jego komendą. Podobny charakter miała organizacja założona w Warszawie w tym samym czasie przez Ignacego Prądzyńskiego, Klemensa Kołaczkowskiego i Gustawa Małachowskiego – Towarzystwo Prawdziwych Polaków. Niemniej na trwałe organizacje polityczne należało jeszcze poczekać kilka lat.
Z kolei spośród organizacji młodzieżowych najwcześniejszym tajnym związkiem była założona w Warszawie w 1817 r. organizacja, którą jej założyciele nazywali Związkiem Przyjaciół Panta Koiny albo po prostu Panta Koina. Na jej czele stał Ludwik Mauersberger. Jej członkowie, których było około 20 spotykali się na zebraniach dyskusyjnych, na których kultywowano tradycje oświeceniowe, potępiając stosunki feudalne, a także zwracali uwagę na zasady wolności narodowej i praw obywatelskich. Wśród celów własnej działalności stały takie aspekty jak idee: samokształcenia oraz samopomocy z czasem zmieniając zakres swoich zainteresowań zwracając uwagę na głoszenie haseł politycznych i społecznych, wśród których pojawiały się także idee zniesienia pańszczyzny. Niemniej spory wewnętrzne spowodowały, iż organizacja nie sprecyzowała zasad programowo-ideologicznych. W 1819 r. Ludwik Mauersberger i Ludwik Koehler przenieśli się na Uniwersytet Berliński zakładając tam filię swej organizacji, która utrzymywała kontakt z Warszawą i innymi organizacjami studenckimi w Europie. Jednakże w 1822 r. filia została wykryta przez policję pruską, a jej członkowie uwięzieni. Po zakończeniu procedury śledztwa zostali zwolnieni z aresztu jednakże sam Mauersberger zmarł wkrótce na gruźlicę. Sam związek przestał istnieć już w 1821 roku. Podobne w charakterze swojego działania organizacje powstawały w innych regionach dawnych ziem Rzeczypospolitej np.: uczniowie gimnazjum humanieckiego założyli towarzystwo Za-Go-Gra w 1819 (Seweryn Goszczyński, Józef Bohdan Zaleski, Michał Grabowski), wydawali własne pismo: „Ćwiczenia Umysłowe”, choć nie prowadzili jak większość młodzieżowych często efemerycznych organizacji, żadnej dokumentacji, nie posiadali także celów i zadań własnej organizacji.
Wyraźniejszy niepodległościowy charakter miał Związek Wolnych Polaków – organizacja założona przez Wiktora Heltmana, Tadeusza Krępowieckiego oraz Maurycego Mochnackiego, Ludwika Piątkiewicza, Ksawerego Bronikowskiego. Organizacja ta powstała w grudniu 1819 roku na Uniwersytecie Warszawskim. Organizacja ta posiadała własny organ prasowy jakim była przez kilka miesięcy roku 1821 „Dekada Polska” (pismo odegrało znaczącą rolę w krzewieniu zasad liberalnych), zamknięta po wykryciu działalności przez policję, a ponadto poprzez wyjawienie, pod naciskami, członków przez Mochnackiego, zostali oni aresztowani. Po aresztowaniach Związek Wolnych Polaków przedstawiał idee integracji ponadzaborowej w swej działalności, miał na celu pełne zjednoczenie ziem polskich i niepodległość państwa, propagując jednocześnie zasady liberalizmu. Działacze organizacji prowadzili cotygodniowe dyskusje na tematy polityczne i społeczne, szerzyli hasła niepodległościowe, nawoływali do walki z zaborcą rosyjskim, opracowywali referaty i odczyty. Dzięki aktywności działaczy możliwe było powołanie innych organizacji takich jak: Towarzystwa Naukowego w Świsłoczy, kaliski Związek Kawalerów Narcyza (notabene bardzo żywotny jak na tego typu organizacje działający niemal 7 lat), kieleckie Bractwo Burszów Polskich (powstałe 21 kwietnia 1821), a także funkcjonujące w Wolnym Mieście Kraków Towarzystwo Orła Białego (X 1820 – I 1821). Organizację ostatecznie rozwiązano w 1823 roku.
Innym typem tajnej organizacji był Związek Polski „Polonia” założony na Uniwersytecie Berlińskim i posiadający filię działającą we Wrocławiu. Działalność jego i powołanie do życia inspirowane było Wolnomularstwa Narodowego. Różniły się te związki ideologią, jak też sposobem działania. Filia wrocławska wysuwała postulaty polityczne zerwania pęt niewoli i odbudowy niepodległej Ojczyzny. Głosiła radykalne hasła społeczne. Podobny typ organizacji rozpowszechnił się wśród młodzieży zaboru pruskiego, Krakowa i Królestwa Polskiego. W okresie 1828–1832 funkcjonowała także w Dorpacie jako pierwszym uniwersytecie rosyjskim z tego typu organizacją.

## Organizacje wileńskie
Znacznie większy zasięg miały organizacje zakładane wśród młodzieży wileńskiej. W 1817 r. powstało w Wilnie Towarzystwo Filomatów – miłośników, przyjaciół nauki, założone przez Józefa Jeżowskiego, Adama Mickiewicza, Onufrego Paskiewicza oraz Tomasza Zana. Towarzystwo zakończyło działalność w 1823 r. Na początku działalności Filomatów było udzielanie pomocy w nauce. Miała na celu idee samokształcenia i podnoszenia umiejętności intelektualnych wśród studentów Uniwersytetu Wileńskiego. Oddziaływali na znaczącą cześć braci studenckiej liczącego w tym czasie 800-1300 studentów uniwersytetu. Zajmowali się także kształtowaniem osobowości, siły woli oraz umiejętności intelektualnych i literackich. W następnej kolejności skupili się na zagadnieniach narodowych. Postanowili pracować na rzecz odpowiedniego wychowania społeczeństwa i przygotowania go do walki z caratem. Celem tych działań miała być niepodległość Polski i wyzwolenie chłopów z poddaństwa. Filomaci szybko rozszerzali swoją działalność tworząc organizacje filialne, które służyły pozyskaniu większej liczby uczestników. Jedną z nich była założone w 1820 r. Towarzystwo Przyjaciół Pożytecznej Zabawy, zwane także Towarzystwem Promienistych. Było ono jawną, patriotyczną organizacją studentów Uniwersytetu Wileńskiego założoną 6 maja 1820 przez Tomasza Zana. Powstało ono w atmosferze ożywienia politycznego w kraju i rewolucyjnych ruchów w Europie. Liczyło ono około 200 członków, co jak na warunki ówczesnych uczelni wyższych było liczbą znaczną, sięgająca niemal ćwierci ówczesnych studentów wileńskich. Za główne cele swojej działalności stawiała sobie propagowanie haseł doskonalenia moralnego, lecz szybko zaczęła głosić hasła niepodległościowe, co stało się przyczyną jej końca. Pod naciskiem władz uczelni została rozwiązana jeszcze w maju 1820 roku.
Wobec niepowodzenia Promienistych zdecydowano się na utworzenie kolejnej organizacji. Był nią Związek Filaretów – w tym wypadku przyjaciół cnoty i dzielności moralnej. Miał on już własny manifest programowy jakim była wydana przez Adama Mickiewicza „Oda do młodości”, która była także wyrazem kształtującego się w tym okresie sporu między romantykami a klasykami. W swej działalności zaczęli wychodzi poza obręb własnego wewnętrznego kręgu, wchodząc w interakcje z karbonaryzmem i masonerią. W 1822 r. ukaz carski zakazał tworzenia jakichkolwiek tajnych związków. Rok później policja carska wpadła na trop tajnej organizacji działającej na Uniwersytecie Wileńskim. Do Wilna przyjechał Nowosilcow w celu przeprowadzenia śledztwa. Aresztowano stu kilkudziesięciu studentów. Przesłuchiwano także kadrę nauczycielską. Dwaj główni oskarżeni Tomasz Zan oraz Jan Czeczot zostali skazani na 12 i 6 miesięcy więzienia. Pozostałych dwudziestu oskarżonych zesłano w głąb Rosji. Wśród nich znajdował się Adam Mickiewicz. To jemu filareci i filomaci zawdzięczają rozgłos i tak znaczące miejsce w historii Polski. Kary dotknęły także wykładowców wileńskiej uczelni. Czterech spośród nich, w tym Joachima Lelewela, odsunięto od zajęć akademickich.
W październiku 1821 roku Towarzystwo Filomatów podjęło decyzje o samorozwiązaniu i utworzeniu w ich miejsce Towarzystwa Filadelfistów, które za główne swoje stawiała sobie w sposób w znacznie bardzie zdecydowany cele polityczne i formy organizacji spiskowej. Było to odmienne podejście aniżeli uprzednio omówione organizacje, które wśród celów działania stawiało na kwestie samokształcenia i rozwoju intelektualnego jej uczestników. Na czele Towarzystwa Filadelfistów stał Tomasz Zan. Organizacja posiadała strukturę opierającą się o różne stopnie wtajemniczenia, a także starano się rozbudować struktury terenowe, nie udało się jednak tego elementu zrealizować w pełni. W roku 1822 o działalności towarzystwa dowiedział się kurator wileński, którym na szczęście był Adam Czartoryski, nie podejmujący w tym momencie jakichkolwiek działalności represyjnych. Jednakże nie uniknęli kar, gdyż do Wilna przybył Mikołaj Nowosilcow, w wyniku czego po przeprowadzeniu śledztwa ukarano studentów, jak i profesorów (m.in. Lelewel) Uniwersytetu Wileńskiego.
W październiku 1817 r. w Wilnie powstało Towarzystwo Filomatów. W dwa miesiące później we Lwowie ukonstytuowało się, dziś już prawie zupełnie zapomniane, Towarzystwo Ćwiczącej się Młodzieży w Literaturze Ojczystej, zwane „filomatami galicyjskimi” lub „filomatami lwowskimi”. Związek tworzyli przede wszystkim studenci Uniwersytetu Lwowskiego: Walenty Chłędowski – pierwszy prezes, Sebastian Januszkiewicz, Stanisław Jachowicz, Franciszek Kirchner, Eugeniusz Brodzki, Karol Skwarczyński, potem doszli m.in.: Jan Julian Szczepański, Mateusz Eustachy Sartyni, Józef Wesołowski, Kajetan Słama. Idee głoszone przez filomatów lwowskich miały możliwość dotarcia do szerszych kręgów ponieważ związek posiadał swój organ prasowy – „Pamiętnik Lwowski” (1816-1819), którego wydawcą był Adam Tomasz Chłędowski, brat Walentego. Towarzystwo narodziło się z narastającej wśród lwowskich studentów potrzeby rodzimości i narodowości, której nie była w stanie dostarczyć im ówczesna szkoła ani Uniwersytet. Filomatów galicyjskich z ich wileńskimi rówieśnikami łączyła przynależność pokoleniowa, samokształceniowy charakter związku oraz jego model – rzeczpospolita młodych. Związek filomatów wileńskich przeszedł jednak istotną drogę rozwoju od organizacji samokształceniowej do grupy literackiej (filomaci wileńscy stali się nią po 1819). Podobna ewolucja nie miała miejsca w przypadku Towarzystwa młodzieży lwowskiej, które do końca swojego istnienia pozostało kółkiem samokształceniowym. Lwowscy studenci, w przeciwieństwie do wileńskich rówieśników, nie wydali ze swego grona nowatora, który przyczyniłby się do istotnych zmian w literaturze. Przede wszystkim brakło im intelektualnego przywódcy, osobowości obdarzonej talentem poetyckim na miarę Mickiewicza, a także opieki znakomitych profesorów uniwersyteckich.

## Organizacje galicyjskie
Jednak to właśnie „filomaci lwowscy” stali się budzicielami polskości na gruncie galicyjskim. Ich prekursorskie zadanie było utrudnione ze względu na okoliczności społeczno-polityczne, w jakich znalazła się Galicja w początkach XIX wieku – sytuację odmienną niż prowincji litewskiej, czy niedalekiego Krzemieńca. Ówczesna Galicja, oderwana od reszty Rzeczypospolitej już po pierwszym rozbiorze, była najbardziej zacofanym regionem ze wszystkich zaborów; ominął ją nurt oświecenia narodowego czasów stanisławowskich oraz reformy Komisji Edukacji Narodowej. Również ówczesny Uniwersytet Lwowski, w przeciwieństwie do przeżywającego okres świetności Uniwersytetu Wileńskiego, nie mógł poszczycić się wysokim poziomem kształcenia. Podpisany przez cesarza Franciszka I 7 sierpnia 1817 roku w Wiedniu akt powtórnej fundacji wynosił istniejące we Lwowie Liceum do godności Uniwersytetu, który teraz miał nosić nazwę Universitas Franciscea. Filomaci lwowscy utrzymywali pewne kontakty z kulturalnymi i literackimi środowiskami Warszawy, Wilna, Krzemieńca. Jeżeli chodzi o łączność z filomackim ruchem wileńskim, to brakuje bezpośrednich dowodów na jego istnienie, jednak z drugiej strony dają się zauważyć pewne zbieżności w ustawowych zapisach obu Towarzystw.
Spośród wszelkich członków jedynie Walentemu Chłędowskiemu oraz Stanisławowi Jachowiczowi dane było cieszyć się sławą literacką. Chłędowski z czasem został najwybitniejszym krytykiem miasta nad Pełtwią. Był jednym z głównych animatorów życia kulturalnego Galicji: w 1820 redagował „Pszczołę Polską” (pewnego rodzaju kontynuację „Pamiętnika Lwowskiego), a w 1830 wydał własnym sumptem 2 tomy czasopisma „Haliczanin” propagującego ideały filozofii niemieckiej (Kanta, Hegla).
Działalność filomatów docierała także do innych regionów ziem polskich. W roku 1822 jeden z filomatów Michał Rukiewicz założył Towarzystwo Zgodnych Braci, które w roku następnym zmieniło nazwę na Związek Zorzan. Organizacja ta działa przede wszystkim w Białymstoku oraz w Świsłoczy. Powstał ów związek już po wykryciu filomatów przez kuratorium wileńskie, a jego powołanie do życia miało być jednym z działań konspiracyjno-patriotycznych. Za cele tej organizacji można wymienić chęć stworzenia samorządu obywatelskiego, co przyniosłoby względne rozluźnienie zależności ludności z administracją zaborczą. Członkowie tej organizacji nie byli związani wyłącznie z nią samą, ani tylko z filomatami dzięki, którym zostali powołani, ale także ze swoimi podległymi filiami w Świsłoczy (1822–1825) i Wilnie (1824–1825), będąc zależnym od wspomnianych wileńskich filomatów do 1823 roku, a w latach powstańczego przełomu 1825-1826 jako organ podległy Towarzystwa Przyjaciół Wojskowych, związany z organizacjami dekabrystycznymi.

## Wolnomularstwo Narodowe
3 maja 1819 r. powstało Wolnomularstwo Narodowe – konspiracyjna organizacja wojskowa, tworzona przez oficerów polskich, z majorem Walerianem Łukasińskim na czele. Organizacja ta działała pod przykrywką masonerii, która była wtedy organizacją półjawną. Do roku 1821 masoni zorganizowani w Wielkim Wschodzie Polski mieli względne poparcie cesarza, które jednak po wspomnianej dacie zaczęło spadać. Łukasiński próbował stworzyć jednak związek o celach narodowych. Zasadniczymi celami Wolnomularstwa było:
- Zniszczyć obawę i niedowierzanie i na to miejsce utwierdzić zaufanie.
- Wiele oficerów, nawet niewinnych, wypędzono z wojska, którym trudno było znaleźć przytułek, każdy bowiem szczerze lub pozornie odmawiał im swego domu z obawy, aby nie stać się podejrzanym i prześladowanym.
- Obchodzić się ludzko z żołnierzami (by zmniejszyć zbiegostwo i liczbę samobójstw).

Elementy powyższe Łukasiński wymienił w swoim pamiętniku. A obok wyżej wymienionych Wolnomularstwo Narodowe postawiło sobie za zadanie zjednoczenie i uniezależnienie się ziem polskich. Nie zakładano jednak doprowadzenia do szybkiego wybuchu narodowego powstania. Na razie czyniono starania o uzyskanie wpływu na opinię publiczną. Bardziej radykalne poglądy w otoczeniu Łukasińskiego prezentował adwokat Jakub Szreder. Postulował on oparcie powstania zbrojnego na potencjale chłopów i mieszczaństwa, w związku z tym wzywał do włączenie do programu Wolnomularstwa uwłaszczenia chłopów. Wolnomularstwo Narodowe objęło przede wszystkim tereny Królestwa Polskiego, ale miało też swoją filie w Wielkopolsce. Zagrożenie wykrycia przez policję carską zmusiło Łukasińskiego do zawieszenia działalności Wolnomularstwa Narodowego, choć niektórzy także zwracają uwagę na zrealizowanie postulatu położenia kadr oficerskich czym wypełniono by założenia i kończąc działalność organizacji. Definitywnie zostało rozwiązane 1 maja 1821 roku. Uprzednio większość jego członków przeszła do kolejnej organizacji powołanej przez Łukasińskiego, tj. Towarzystwa Patriotycznego.
Wspomniana filia Wolnomularstwa Narodowego w Wielkopolsce wykształciła kolejną organizację. Był nią Związek Kosynierów ze Stanisławem Kostką Miełżyńskim na czele, który wyodrębnił się w efekcie secesji od Warszawy w roku 1820, sprzeciwiając się strukturze masońskiej jak również powiązaniom z carem Aleksandrem I. Wśród czołowych działaczy Związku Kosynierów wymienić możemy także Ignacego Prądzyńskiego, Macieja Miełżyńskiego, Ludwika Sczanieckiego czy Jana Nepomucena Umińskiego. Ostatni z wymienionych działaczy był zarazem delegatem na Królestwo Polskie tej poznańskiej tajnej organizacji.
Jednakże już w 1821 r., opierając się na Związku Kosynierów, wołyńskim Związku Templariuszy (założonym w 1820, o charakterze masońskim) i swych najbliższych współpracownikach Łukasiński stworzył nową organizację spiskową. Było nią Towarzystwo Patriotyczne. Tym razem porzucono formy masońskie. Towarzystwo Patriotyczne było pierwszą, polską stricte niepodległościową organizacją powstałą po 1815 r. W dalszym ciągu nie zakładano jednak szybkiego wybuchu powstania. Członkowie Towarzystwa Patriotycznego upowszechniali idee niepodległościowe wśród żołnierzy i oficerów oraz elit polskiego społeczeństwa. Niestety działalność tej organizacji została bardzo szybko wykryta przez policję carską. Już w 1822 r. aresztowano Łukasińskiego. W 1824 r. został on skazany na 9 lat twierdzy. Po ogłoszeniu wyroku odbyła się hańbiąca publiczna degradacja, podczas której Łukasińskiemu oderwano z munduru oficerskie szlify, złamano szpadę i przebrano w strój więzienny. W grudniu 1830 r. Walerian Łukasiński został wywieziony do Rosji i osadzony w Szlisselburgu. Wyłączony z amnestii był tam więziony do końca życia w 1868 r. Walerian Łukasiński stał się pierwszym wielkim bohaterem polskiego romantyzmu i ruchu niepodległościowego.
Po wspomnianym już aresztowaniu Waleriana Łukasińskiego kierownictwo w Towarzystwie Patriotycznym przejął pułkownik Seweryn Krzyżanowski, który reprezentował żywioły bardziej umiarkowane. Pod jego kierownictwem organizacja skupiała się na pracy organicznej. Przedstawiciele Towarzystwa Patriotycznego nawiązali kontakty z rosyjskimi spiskowcami, których określa się mianem dekabrystów. Prowadzono rokowania dotyczące wspólnej walki przeciwko caratowi. Jednakże dalsze wspólne plany przerwało nieudane powstanie dekabrystów w Moskwie. Prowadzone w jego następstwie śledztwo wykazało ścisłe związki dekabrystów i polskich spiskowców. W związku z czym przeprowadzono szereg aresztowań wśród członków Towarzystwa Patriotycznego. 128 z nich dostało się do niewoli, postawiono osiem zarzutów o zdradę stanu. Car przekazał sprawę sądowi sejmowemu. Wchodzili w jego skład członkowie senatu, a więc przedstawiciele polskiej arystokracji, którzy wydając wyrok skazujący mieli po raz kolejny poprzeć carat i udowodnić swoją uległość wobec Rosji. Jednakże pod naciskiem opinii publicznej sąd sejmowy w wyroku wydanym w 1828 r. odrzucił oskarżenia o zdradę stanu, skazując Krzyżanowskiego oraz jego towarzyszy na krótkie kary więzienia za należenie do tajnych organizacji. Wyrok ten wywołał ogromne niezadowolenie cara Mikołaja I. Krzyżanowski stanął ponownie przed sądem rosyjskim. Podstawą do tego był fakt, że urodził się on na Ukrainie, która nie należała do Królestwa Polskiego. Został skazany na zesłanie na Syberię. Zmarł tam po 10 latach.

## Okres poprzedzającypowstanie listopadowe
W 1828 r. powstała kolejna organizacja spiskowa. W Szkole Podchorążych Piechoty, jeden z jej członków podporucznik Piotr Wysocki stworzył sprzysiężenie zwane od jego nazwiska Sprzysiężeniem Wysockiego. Nazwa ta jest tylko umowna, gdyż sami uczestnicy spisku nie nadali swemu działaniu żadnej konkretnej nazwy, gdy 15-16 grudnia 1828 r. zawiązywali spisek. Organizacja ta przygotowywała się do szybkiego wybuchu powstania zbrojnego. Nie stworzono jednak żadnego programu społeczno – politycznego, który należało wprowadzić w życie po ewentualnym zwycięstwie, spiskowcy nie zapewnili sobie kontaktów z mieszkańcami Warszawy, nie potrafili oddziaływać na opinię publiczną, nie zadbali również o organizację władz powstańczych, spodziewając się, że jeśli rzucą hasło do walki, polskie elity wojskowe i polityczne przejmą inicjatywę w tej dziedzinie. Spiskowcy czuli, że carska policja jest na ich tropie. W tej sytuacji zdecydowali się na zbrojne wystąpienie, które miało miejsce 29 listopada 1830 r. i dało początek powstaniu listopadowemu.
Podsumowując w omawianym okresie, tj. 1815–1830, nastąpił największy w czasie zaborów jak i najprawdopodobniej w całej historii narodu polskiego „wysyp” wszelkiego typu organizacji i kółek: tajnych lub półlegalnych. Najaktywniejszym okresem, gdy tworzyły się tajne organizacje to lata 1818-1821, gdy w Królestwie powstało 14 związków i kółek. O mnogości ich świadczą choćby obliczenia Aleksandra Kamińskiego, wymieniającego 77 różnego typu organizacji. Największa ilość tego typu jednostek powstało na Ziemiach Zabranych (37), znaczna także w Królestwie Polskim (27), mniej w Krakowie (6), w Galicji (4), oraz na terenie Prus w miastach uniwersyteckich: Berlinie (2) i Wrocławiu (1). Działalność ta zaowocowała wybuchem powstania narodowego, niemniej była podsycana przez niezgodne w przypadku Królestwa Polskiego, działania władzy z nadaną w 1815 roku konstytucją. Z punktu widzenia zaborców okres 1815–1830 wykrystalizował Królestwo Polskie jako centrum konspiracyjne. Ponadto w okresie późniejszym zaborcy niejednokrotnie powoływali się na wydarzenia i działalność polskich organizacji konspiracyjnych twierdząc, iż nadmierna swoboda i szeroki zakres wolności jest szkodliwy dla Polaków i dla ich lepszego funkcjonowania w ramach państwa zaborczego konieczne jest znaczne ograniczenie wolności tak publicznej jak i również prywatnej. Niemniej obraz przedstawiany przez zaborców, którzy widzieli się jako dobroczyńcy narodu polskiego, był bezpodstawny, choć z ich punktu widzenia mógł być rzeczywistym obrazem w jaki Polacy są postrzegani poprzez swoją działalność, w szczególności w Rosji. Jednakże obraz działalności tajnych organizacji jest jednym z najkorzystniej przedstawianych okresów w całej polskiej historii.